# Coisa Ruim
Coisa Ruim és una pel·lícula de terror portuguesa del 2006, dirigida per Tiago Guedes i Frederico Serra, que parla de possessió demoníaca, explorant creences, supersticions, escepticismes, pors i desconfianças, en el context d'un petit poble. S'ha considerat el primer largmetratge de terror a Portugal.

## Argument
Xavier Oliveira Monteiro (Adriano Luz) és investigador botànic i professor universitari en aquesta mateixa àrea. Viu amb la seva dona, els seus fills i un net en un apartament al centre de Lisboa. Un dia rep la notícia de la mort d'un oncle, propietari d'una casa pairal en un poble del municipi de Seia. Com que és l'únic hereu legítim, esdevé propietari de la finca. Com que vol publicar un estudi sobre la flora de Beira Interior, decideix traslladar-se, juntament amb la seva família, a aquella casa. En arribar al poble, fa amistat amb la gent del lloc, que s'adona que són molt supersticiosos i creients en qüestions relacionades amb l'ocultisme. Al principi, en Xavier intenta abstraure's d'aquest tipus de pensaments, però comencen a ocórrer fets estranys sense explicació lògica a ell i a la seva família, que coincideixen amb algunes creences locals. Aleshores decideix anar darrere de les creences rurals de la seva nova terra per trobar una explicació al que li està passant. És allà on Vicente, un antic capellà del poble (José Pinto), li revela quelcom fosc i macabre que va passar en el passat i que va donar lloc a una terrible maledicció que pesa sobre ell el poble i que té una relació directa amb Xavier i la seva família.

## Rodatge
La pel·lícula fou rodada a Serra da Estrela, al llogaret de Torrozelo, concelho de Seia.

## Repartiment
| Actor                | Personatge               |
| -------------------- | ------------------------ |
| Adriano Luz          | Xavier Oliveira Monteiro |
| Manuela Couto        | Helena Oliveira Monteiro |
| Sara Carinhas        | Sofia                    |
| José Afonso Pimentel | Rui                      |
| João Santos          | Ricardo                  |
| José Pinto           | Pare Vicente             |
| João Pedro Vaz       | Pare Cruz                |
| Elisa Lisboa         | Dulce                    |
| Filipe Duarte        | António                  |
| Gonçalo Waddington   | Luís                     |
| Maria d'Aires        | Rosa                     |
| Miguel Borges        | Ismael                   |
| Rafaela Santos       | Esposa d’Ismael          |
| Sara Barradas        | Filla d’Ismael           |
| Orlando Costa        | Sr. Costa                |

## Recepció
Va guanyar el Globo de Ouro a la millor pel·lícula el 2006. També fou exhibida al XXXIX Festival Internacional de Cinema Fantàstic de Catalunya i fou la pel·lícula inaugural del Fantasporto del mateix any.

## Ebnllaçopss externas
- Argument Arxivat 2010-03-08 a Wayback Machine. a sapo.pt
- Coisa Ruim[Enllaç no actiu] a Clapfilmes
- Tràiler de la pel·lícula a YouTube